# Harold Stephen Black
Harold Stephen Black (14 de abril de 1898 — 11 de dezembro de 1983) foi um engenheiro eletrônico estadunidense.
Revolucionou o campo da eletrônica inventando o amplificador de Realimentação negativa, em 1927.

## Condecorações
- National Inventors Hall of Fame inductee number 25, 1981[1]
- Robert H. Goddard Award from WPI 1981
- IEEE Lamme Medal 1958
- D. Eng. degree (honorary) from WPI  1955
- Research Corporation Scientific Award 1952
- John H. Potts Memorial Award of the Audio Engineering Society
- John Price Wetherill Award of the Franklin Institute
- Certificate of Appreciation from the US War Department.
- WPI gives away the annual Harold S. Black Scholarship (1992-)